# 晋绥铁路银行旧址

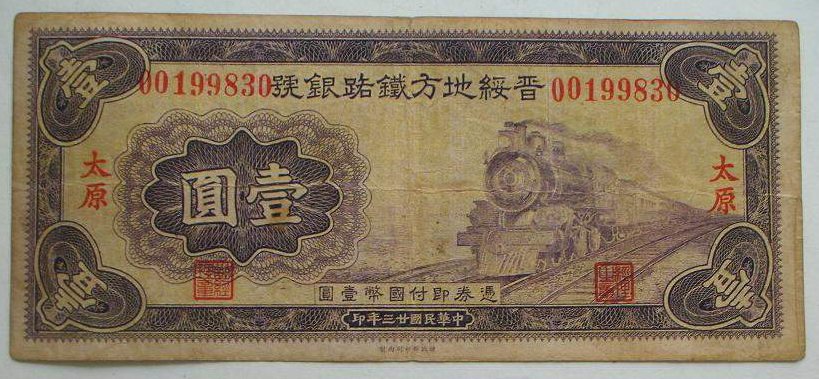
晋绥铁路银行1元纸币正面

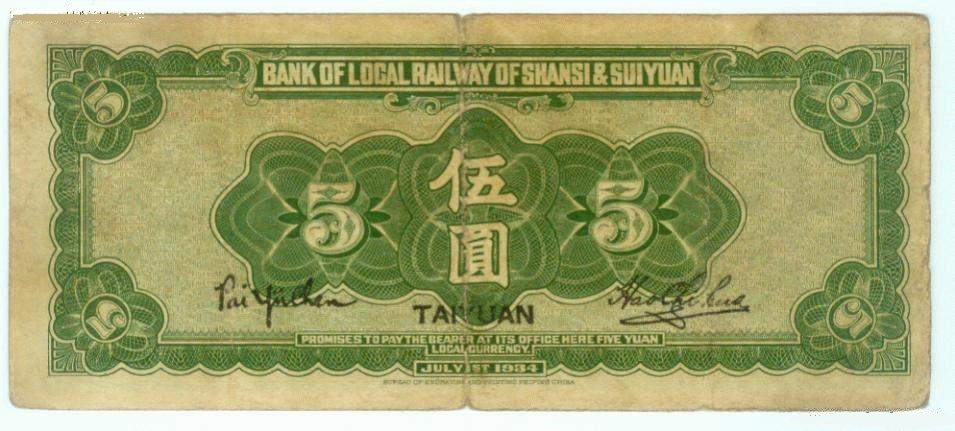
晋绥铁路银行5元纸币背面

晋绥铁路银行旧址位于山西省太原市迎泽区帽儿巷（又称食品街）27号，2011年12月31日被列入太原市文物保护单位。
晋绥铁路银行全名晋绥地方铁路银号，成立于1934年7月1日，是民国时期山西省的地方银行之一。晋绥铁路银行发行纸币多、银行规模大、存在时间长，是民国时期山西省的重要银行。2012年，太原市政府重修食品街，在街两侧新建了许多明清风格的仿古建筑，并重修了晋绥铁路银行大楼。2013年4月，晋绥铁路银行大楼重修完成。 
2013年6月，媒体报道晋绥铁路银行旧址被改造为私人会馆，会馆负责人称只有会员才可以进入，门上也挂了“山西金融家俱乐部”的牌匾，门头上写了“惠公馆”三字。太原市文物局表示曾在2012年下发通知要求停工，但“惠公馆”负责人否认收到过通知，并表示工程已经通过了政府的验收。不久，会馆取下了牌匾和“惠公馆”三字，新挂一面“晋绥铁路银行旧址”牌匾。2013年10月，媒体再次报道山西金融家俱乐部惠公馆未经批准擅自整修晋绥铁路银行旧址一事。